# Mateusz Krycuk
Mateusz Krycuk (ur. 1892 w Małym Karacku, zm. 1950) – kapłan i święty prawosławny. 

## Życiorys
Urodził się w ubogiej rodzinie chłopskiej. W 1905 ukończył szkołę podstawową, zaś w 1914 uzyskał uprawnienia do pracy nauczycielskiej w szkole ludowej. Pragnął jednak wstąpić do stanu duchownego i dlatego w 1920 rozpoczął naukę w prawosławnym seminarium duchownym w Wilnie. 23 marca 1924 przyjął święcenia kapłańskie z rąk biskupa pińskiego i poleskiego Aleksandra. Pracował kolejno w miejscowościach Jastrebl, Kriwiszino i Miłowiedy. W grudniu 1932 został proboszczem parafii Podwyższenia Krzyża Pańskiego w Wielkiej Łysicy, gdzie pracował przez kolejne 18 lat. Ze względu na nieprzyjazny stosunek do wprowadzenia przez Polski Autokefaliczny Kościół Prawosławny kalendarza gregoriańskiego oraz języka polskiego do kazań znalazł się pod szczególnym nadzorem policji polskiej. W czasie jego pracy duszpasterskiej w Wielkiej Łysicy pozyskał dla parafii kopię cudownej Poczajowskiej Ikony Matki Bożej i zorganizował obchody 950. chrztu Rusi. Za tę ostatnią inicjatywę miał być sądzony, jednak śledztwo nie zostało ukończone do wybuchu II wojny światowej. Działalność ks. Krycuka cenił natomiast arcybiskup piński Pantelejmon, który w 1940 nagrodził go złotym krzyżem. W czasie II wojny światowej pozostał w Wielkiej Łysicy. 
Po wojnie parafia ks. Krycuka znalazła się w granicach ZSRR. 28 lipca 1950 proboszcz został zatrzymany i oskarżony o przynależność do kolaboracyjnej Białoruskiej Samopomocy Ludowej. W czasie rewizji odnaleziono w jego domu również nielegalną literaturę teologiczną (m.in. prace Siergieja Bułgakowa). 13 października 1950 duchowny został skazany na 25 lat łagru oraz na całkowitą konfiskatę majątku. Jeszcze w tym samym roku kapłan zmarł na zawał serca w obozie. 
10 września 1993 został całkowicie zrehabilitowany, zaś 28 października 1999 został kanonizowany przez Egzarchat Białoruski Patriarchatu Moskiewskiego jako jeden z Soboru Nowomęczenników Eparchii Mińskiej. W 2000 Sobór Biskupów Rosyjskiego Kościoła Prawosławnego uczynił go świętym czczonym w całym Kościele.